# Джон Сідні Маккейн (молодший)
Джон Сі́дні «Джек» Макке́йн-молодший (англ. John Sidney "Jack" McCain Jr.; 17 січня 1911, Консіл-Блафс, Айова, США — 22 березня 1981) — адмірал ВМС США, учасник збройних конфліктів з 1940-х по 1970 році роки, командувач Тихоокеанським командуванням ЗС США.
Виріс у Вашингтоні, в 1931 році закінчив військово-морську академію США після чого вступив на підводний флот. У роки Другої світової війни командував підводними човнами на різних театрах оперативних дій, його команда потопила кілька японських кораблів. Відзначений Срібною та Бронзовою зірками. Після війни займав різні пости, спеціалізувався на механізованому десанті. У 1965 році очолив вторгнення в Домініканську республіку. Обіймав також керівні пости у Вашингтоні, зокрема в управлінні законодавчих питань флоту і посаду голови військово-морської інформації (призначення — зв'язки з громадськістю), де набув вплив у політичних колах. Маккейн був переконаним антикомуністом, виступав за потужну військово-морську присутність, за що отримав прізвисько «містер військово-морська міць».
В ході В'єтнамської війни Маккейн очолював Тихоокеанське командування, з 1968 по 1972 роки очолював всі американські збройні сили у В'єтнамі. Маккейн рішуче підтримував політику президента Ніксона в питанні «в'єтнамізації війни». Маккейн зіграв значну роль в мілітаризації американської політики по відношенню до Камбоджі, допоміг переконати Ніксона почати воєнні дії проти Камбоджі в 1970 році, встановив особисті стосунки з камбоджійським лідером Лон Нолом. Маккейн також виступав за вторгнення в Лаос, яке відбулося в 1971 році. У 1972 році Маккейн пішов у відставку.
Його батько Джон Сідні Маккейн-старший був теж адміралом флоту, морським авіатором. Обидва вони стали першою парою «батько і син», що досягли звання чотиризіркового адмірала у ВМС США. Його син Джон Сідні Маккейн-третій став військово-морським авіатором і потрапив у в'єтнамський полон під час перебування Маккейна-молодшого на посаді глави Тихоокеанського командування. Потім він пішов у відставку в званні капітана, став сенатором, а в 2008 році балотувався у виборах президента США від Республіканської партії.

## Біографія

### Ранні роки
Маккейн народився у Консіл-Блафс, штат Айова. Його батько був одним з молодших офіцерів на борту броненосного крейсера «Вашингтон» і в той час знаходився у плаванні. Його мати до моменту пологів їхала через країну, щоб відвідати свою сестру. Сім'я називала його Джек, інші додали до його імені слово «молодший», що йому подобалося менше. Сім'я Маккейнів має давню військову історію, його дядько по батькові — бригадний генерал армії Олександр Маккейн. Інші представники сімейного древа також проходили військову службу і брали участь у багатьох війнах.
Дитинство Маккейна пройшло на різних військово-морських базах, потім сім'я переїхала в Північно-західний округ Вашингтона. Маккейн навчався в місцевих школах і підробляв продавцем газет. Більшу частину його дитинства батько провів поза домівкою, у зв'язку зі службою, основний тягар виховання лягла на матір. Маккейн закінчив центральну хай-скул району..
У 1927 році у віці 16 років Маккейн поступив у військово-морську академію США. Йому не подобалися традиції дідівщини і обмеження Академії. В ході перших років навчання він заслужив безліч стягнень і отримував посередні оцінки. Як написав один з його біографів, «[Маккейн] …відлучався опівночі без дозволу і провів більшу частину своїх перших чотирьох років в суперечках з начальством і відбуваючи велику кількість позачергових нарядів». Сам Маккейн пізніше зауважив: «Я був відомий як норовистий першокурсник, який не завжди дотримувався конкретних норм і правил у ставленні старшокласників. Деякі з старшокласників вимагають від вас такі речі, які, як бачите, можуть лише викликати протести і бунт». До одного часу Маккейн отримав стільки стягнень, що це поставило під загрозу його перебування в Академії. Особливу небезпеку несли його гулянки і пиятики, оскільки в той час в країні діяв сухий закон. Більшу частину його останніх років в Академії йому був заборонений вхід в Бенкрофт-хол, місце проживання мічманів, замість цього йому довелося жити на плавучій казармі Reina Mercedes Маккейн закінчив Академію в 1931 році з результатом 423-й з 441 учнів класу, тобто 19-й з кінця..
Після випуску Маккейн у званні енсіна отримав призначення на борт лінкора «Оклахома» на Тихому океані. Він намагався поступити в льотну школу і стати військово-морським авіатором, але був відкинутий через шуми в серці. Замість цього він вступив до школи підводників на базі підводного флоту в м. Нью-Лондон, штат Коннектикут. Цю школу він закінчив з показником 28-й з 29 учнів класу.
Під час стоянки лінкора «Оклахома» в Лонг-біч, штат Каліфорнія, Маккейн зустрів Роберту Райт, першокурсницю Університету Південної Каліфорнії. Її батько був заможним нафтовиком. Після того як мати Роберти заявила, що не бажає, щоб її дочка зустрічалася з моряком, пара втекла в мексиканську Тіхуану, де 21 січня 1933 року зіграла весілля в ресторані Цезаря Кардіні. Маккейн був відсторонений на п'ять днів від служби за самовільне залишення корабля. У них народилися троє дітей: Джейн Олександра «Сенді» Маккейн (нар. 1934), Джон Сідні Маккейн-третій (нар. 1936 на базі військово-морської авіації Коко-соло в зоні Панамського каналу) і Джозеф Пінкні Маккейн-другий (нар. 1942 на військово-морській базі Нью-Лондон).
Сім'я часто переїжджала з місця на місце, оскільки Маккейна переводили з Нью-Лондона на Пірл-Харбор і на різні бази Тихого океану. Роберті довелося взяти головну роль у вихованні дітей. У 1934 Маккейн був відзначений у рапорті за вірність і зразкове виконання службового обов'язку, але в доповіді про його фізичний стан говорилося, що він страждає від нервозності. Маккейн проходив лікування від втрати ваги у військово-морському госпіталі Перл-Харбора. З 1938 по 1940 він перебував у військово-морській академії, де викладав електротехніку мічманам. Пізніше він зауважив: «Хлопці швидко зрозуміли, що їм ніколи не варто намагатися запудрити мізки старому пудрителю мізків». У 1940-на початку 1941 року він плавав на більш сучасному підводному човні «Скіпджек» (капітан Ларрі Фрімен), що знаходилася у складі 15-го субдивізіону Тихоокеанського флоту (командувач Ральф Крісті). У квітні 1941 Маккейн отримав під своє перше командування старий підводний човен O-8, повернений в дію як навчальне судно школи підводників у Нью-Лондоні.

### Друга світова війна
Після нападу японців на Перл-Харбор в 1941 році Маккейн ще довго не міг побачити свою сім'ю. Перебуваючи у званні підполковника, він був призначений командиром на підводний човен «Ганел», приєднавшись до екіпажу в травні 1942 року для проходження випробувань та введення підводного човна в експлуатацію в серпні 1942 року.
У листопаді 1942 року п'ять підводних човнів, в тому числі «Ганел», брали участь у вторгненні в північну Африку. Оперативні умови були несприятливі: переповнені води, погана погода, змішані сигнали, розгортання не було досягнуто. Як і багато інших підчовнів «Gunnel» був помилково атакований авіацією союзників. Дизелі підводного човна системи Hooven-Owens-Rentschler (H. O. R.) (звані «повіями») створювали проблеми, у один з періодів в ході повернення додому передавальні механізми всіх чотирьох двигунів вийшли з ладу і в поході останніми 1900 км, що залишилися до будинку екіпажу Маккейна довелося покладатися на свої невеликі допоміжні двигуни. «Gunnel» повернувся на верф для великого ремонту, його місце на патрульної базі в Північній Африці зайняла «Гаддо» капітана Вілліса Лента.
Після переобладнання «Gunnel» отримала наказ приєднатися до Тихоокеанського флоту і в червні 1943 року увійшла до складу патрулів у Східнокитайському і Жовтому морях. 15 червня команда Маккейна торпедувала вантажне судно «Койо-мару» (6400 тонн) в Цусімській протоці. «Койо-мару» затонув. Вранці 19 червня «Gunnel» атакувала японський конвой, що прямував в Шанхай. Підводникам вдалося торпедувати і втопити грузовоз «Токіва-мару» (7000 тонн) і поцілити в невелике судно. Ескортні кораблі конвою довго переслідували «Gunnel», скидаючи глибинні бомби, що пошкодили підводний човен і кидаючи якір, сягали корпусу підводного човна.
Кілька годин підводний човен знаходився під водою біля поверхні, потім сплив. Маккейн вийшов на місток. Японські кораблі обстріляли підводний човен, який випустив торпеди, одна з них потрапила в японський есмінець (потім з'ясувалося, що це був береговий мінний загороджувач «Цубаме») і потопила його. Маккейн наказав знову зануритися. Японські кораблі продовжили пошук. Після 36 годин майже повністю проведений під водою батареї підводного човна майже розрядилися, повітря нагрілося і фактично стало непридатним для дихання. Підводний човен знову сплив, готуючись до нерівного артилерійському бою з японськими переслідувачами, але вони попрямували в протилежному напрямку і американцям вдалося вислизнути.
Постійні проблеми з дизелями підводного човна скоротили час в патрулі до 11 днів, Маккейн був змушений йти в Перл-Харбор. Незважаючи на скорочений термін перебування в патрулі «Gunnel» зайняв друге місце по тоннажу потоплених суден серед 16 підводних човнів, що діють у цьому оперативному районі Тихого океану в цьому місяці.

### Власні роботи
- McCain, John S. Jr. (January 1949). Where Do We Go From Here?. Proceedings. Військово-морський інститут США[en]. 75 (1): 47—52.
- McCain, John S. Jr. (January 1963). Amphibious warfare during the next decade. Proceedings. United States Naval Institute. 89 (1): 104—111.
- McCain, John S. Jr. (1 листопада 1963). New Four Ocean Challenge. Vital Speeches of the Day.
- McCain, John S. Jr. (1964). The New Four Ocean Challenge. Washington, D.C.: Department of the Navy, Bureau of Naval Personnel, Office of the Special Assistant for Leadership Development.
- McCain, John S. Jr. (15 червня 1966). Total Wet War. Vital Speeches of the Day.
- McCain, John S. Jr. (1967). The Expanding Scope of Sea Power. Washington, D.C.: Department of the Navy, Bureau of Naval Personnel.
- McCain, John (ed.) (1999). The Reminiscences of Admiral John S. McCain Jr., U.S. Navy (retired). Annapolis, MD: Naval Institute Press. ASIN B0006RY8ZK.